# Ліси Тернопільської області

Ліс поблизу Тернополя

Ліси Тернопільської області — сукупність лісових господарств краю.

## Історія
Лісова рослинність сформувалася в четвертинному періоді. В минулому значна частина області була вкрита лісами, які вирубано під час австро-угорського та польського періодів, у часі німецької окупації, а також за радянської влади.

## Кількісні показники
Загальна площа лісового фонду Тернопільської області становить 199.3 тис. га, в тому числі вкриті лісовою рослинністю землі становлять 192.4 тис. га. Лісистість області — 13,8%. Загальний запас деревини в лісах області — 32,9 млн м3, у тому числі стиглих і перестійних — 3,9 млн м3. За розрахунками вчених, оптимальний показник лісистості для Тернопільщини — 17,8%.

## Різноманістність лісів
Більшу частину ділянок, що вкриті лісом, займають широколисті (грабові, дубово-грабові, букові) ліси. Тільки в північній частині області зростають мішані ліси. Грабові й дубово-грабові ліси займають південно-західну частину області (Придністров'я), Подільське плато, північну частину Товтрового кряжа, Кременецькі гори. Крім граба, що переважає у деревостої, у цих лісах ростуть дуб, ясен, береза, осика, бук, у підліску — ліщина, горобина та ін.
Букові ліси зростають на підвищених ділянках Тернопільського плато. Бук утворює суцілені масиви лише в південно-західній частині області, в інших місцях він росте у вигляді острівців. Через територію області пролягла східна межа поширення бука в Європі. Це — бучина на Товтровому кряжі біля річки Збруч. У букових лісах ростуть також граб, явір, липа, в підліску — ліщина, калина, глід, терен, вовчі ягоди тощо.
Мішані ліси займають територію Малого Полісся. Вони зростають на піщаних ґрунтах у басейнах річок  Вілія й Горинь. Це переважно дубово-соснові ліси. У їхньому підліску ростуть крушина, ліщина, калина та ін. У верхів'ях лівих приток рік Дністер, Горинь, та Вілія поширені заплавні ліси, що складаються з осокора, в'яза, дуба, клена, ясена, вільхи.

## Реліктові види
Серед рідкісних видів лісової рослинності — аденофора лілієлиста.

## Значення лісів
Ліси області мають важливе ґрунтозахисне, водоохоронне, рекреаційне значення. Понад 35 тис. га лісів розміщені на водноерозійних площах і виконують захисні функції. Навколо найбільших міст створені зелені санітарні зони — понад 32, 2 тис. га. Вздовж залізниць, автомобільних доріг насаджені лісосмуги, що мають важливе значення для очищення повітря від шкідливих викидів транспортних засобів.